# 夏威夷骊歌
夏威夷骊歌（或译作与汝告别）是利留卡拉尼女王创作的最著名的一首歌曲，是夏威夷的文化象征之一。關於这首歌的来源有几个不同的传说。几个传说共同点是，这首歌是由當時還是公主的利留卡拉尼在1877或1878年在瓦胡岛的一个迎风面的牧场上骑马休闲的时候，被上校詹姆斯·哈博特博伊德的一个拥抱感动，在回到檀香山的途中所作。同时这首曲子都被写在一封信中（收件人可能是利留卡拉尼女王的妹妹或牧场的一位年轻的女士）。下方是这段传说最著名的一个版本。

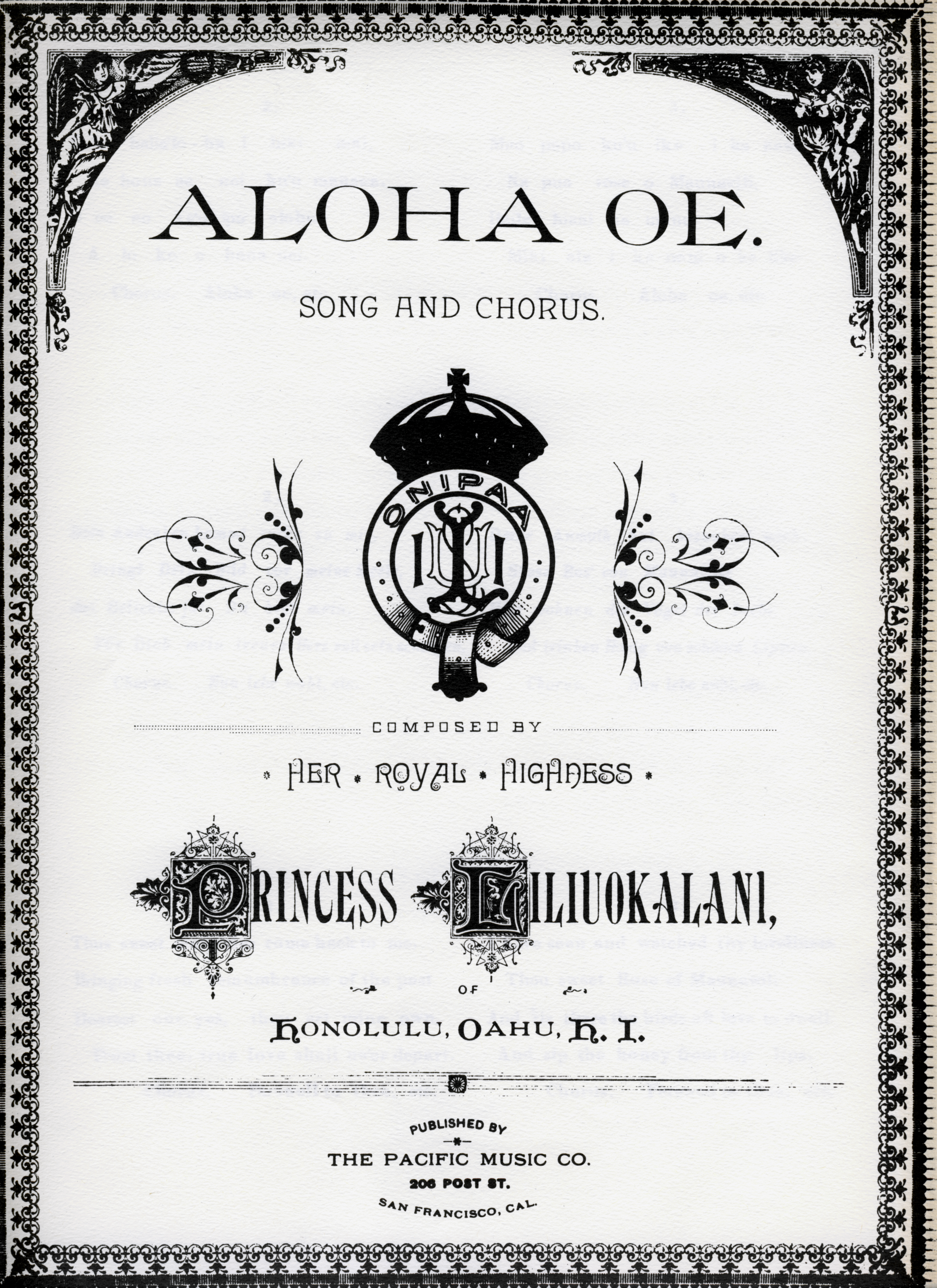
1890年，夏威夷骊歌的封面

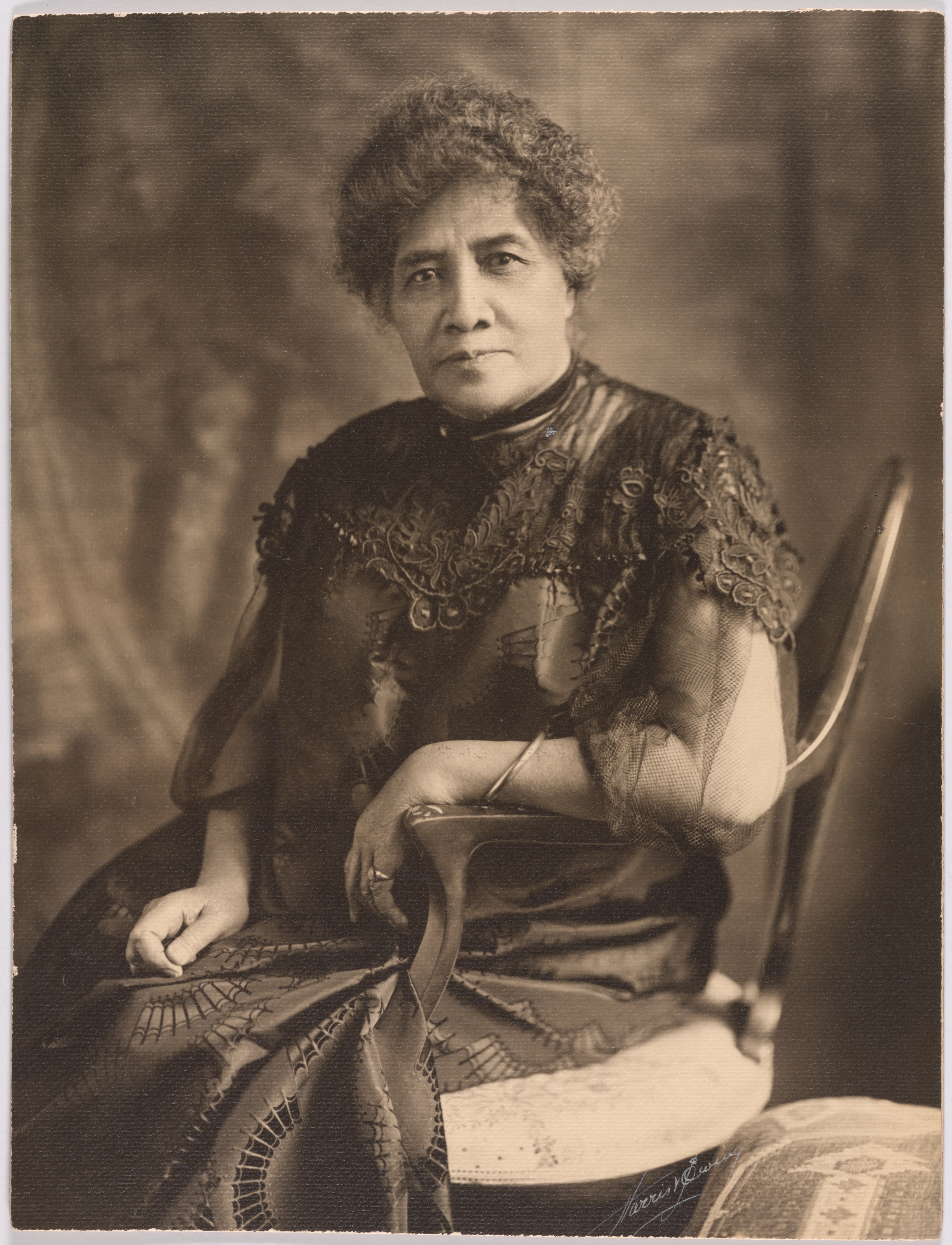
1908年，利留卡拉尼女王

本次温柔的告别占据利留卡拉尼女王的心灵，她开始在归途中哼起了歌。查尔斯·伯内特·威尔逊心有灵犀，说道：“这听起来就像海中的孤独岩石。”据说当时利留卡拉尼女王同意了这一点。当一行人停在巴利檀香山侧橘园休息，其他人被感染开始哼唱。曲子后来在瓦胡岛的华盛顿宫殿正式谱出。

现在利留卡拉尼女王1878年的手稿仍然在夏威夷州档案馆保存。手稿上记录着夏威夷骊歌的歌曲和歌词以及这首歌的英文翻译。在她的笔记中后来补充道：“1878年成立的夏威夷皇家乐队在1883年8月在旧金山演奏此曲，非常受欢迎。”

## 歌词
| Haʻaheo e ka ua i nā pali         | 雨云从悬崖横扫而过   |
| Ke nihi aʻela i ka nahele         | 雨滴穿过树木下滑     |
| E hahai (uhai) ana paha i ka liko | 依然遵循以往萌芽     |
| Pua ʻāhihi lehua o uka            | 乐华之花绽放在山     |
|                                   |                      |
| Hui:                              | 合唱：               |
| Aloha ʻoe, aloha ʻoe              | 与你告别，与你告别   |
| E ke onaona noho i ka lipo        | 在凉亭下的迷人背影   |
| One fond embrace,                 | 喜欢你的拥抱         |
| A hoʻi aʻe au                     | 让我心满意足         |
| Until we meet again               | 直到我们相见         |
|                                   |                      |
| ʻO ka haliʻa aloha i hiki mai     | 温馨的回忆仍在心中   |
| Ke hone aʻe nei i                 | 清新的回忆又降临     |
| Kuʻu manawa                       | 同往常一样           |
| ʻO ʻoe nō kuʻu ipo aloha          | 我心爱的人，我的亲人 |
| A loko e hana nei                 | 真正的爱情永不离开   |
|                                   |                      |
| Tomago:                           | 副歌：               |
| Maopopo kuʻu ʻike i ka nani       | 你的可爱我记在心中   |
| Nā pua rose o Maunawili           | Maunawili的甜蜜玫瑰  |
| I laila hiaʻia nā manu            | 爱的鸟儿居住在那里   |
| Mikiʻala i ka nani o ka liko      | 从你的嘴唇抿着蜂蜜   |
| Hui                               | 合唱                 |

## 流行文化
歌曲被形容为“海中的孤独岩石”，查尔斯·伯内特威尔逊回忆为“海边的岩石”并在1857年在其回忆录中出版，音乐学家西格蒙德·斯佩思指出，这首歌旋律的前两个小节（琶音IV-I和弦） 很像乔治·弗雷德里克·鲁特在1854年所作的歌曲《There's Music In The Air》。
在迪士尼电影《星际宝贝》（2002年）中，这首歌由角色蘭莉简单地演唱。 这首歌也出现在电影的续集《星际宝贝 2：Island Favorites》的配乐中。
这首歌也多次在海绵宝宝的器乐演奏中出现。
在2014年日本动漫《宇宙浪子》中，主角驾驶的宇宙飞船同样也叫Aloha Oe。
在杰克·伦敦的短篇小说中，也出现了Aloha Oe这首歌的合唱
時任中华人民共和国最高领导人江泽民于1997年10月到访夏威夷对美国进行国事访问时，在州长本·卡耶塔诺的晚宴上，他以钢棒吉他弹奏Aloha 'Oe（相关视频传播过程中，Aloha 'Oe曾被字幕错误地标注为Hello Hawaii）并邀请当时的州长夫人薇姬·卡耶塔诺演唱。据江泽民所述，他在20世纪40年代时曾频繁地演奏这首歌曲。
在2016年的韩国災難片电影中的《釜山行》最後片尾中，男主角徐碩宇的女儿徐秀安在隧道中大声唱出這首歌好讓军队的狙擊手確認自己是沒有受到感染的正常人，因此獲得軍隊的救援。